# Дејан Вукшић
Дејан Вукшић (Котор, 2. мај 1972) црногорски је адвокат и бивши директор Агенције за националну безбједност, као и председник Скупштине општине Котор од 28. октобра 2020. године.

## Биографија
Дејан Вукшић је рођен 2. маја 1972. године у Котору, у тадашњој СР Црној Гори, те СФР Југославији. Дипломирао је на Правном факултету Универзитета Црне Горе 1996. године, а правосудни испит је завршио 1999. године.
У периоду од 1998. до 1999. године, био је стручни сарадник у Основном суду у Котору, док је од 1999. до 2001. радио као судија у истом суду.
Од 2001. године адвокат, члан Адвокатске коморе и Управног одбора Адвокатске коморе Црне Горе
Оснивач је и власник адвокатске канцеларије "Вукшић".
Ожењен је и има двоје деце, а осим матерњег српског језика, прича и енглески.